# Kościół św. Jadwigi Królowej Wawelskiej w Poznaniu
Kościół św. Jadwigi Królowej Wawelskiej w Poznaniu – postmodernistyczna katolicka świątynia parafialna, zlokalizowana na poznańskim Umultowie, przy ul. Umultowskiej, nad Jeziorem Umultowskim.

## Parafia
Tutejsza parafia pw. św. Jadwigi Królowej została erygowana 7 września 1997. Prowadzili ją od początku księża Towarzystwa Chrystusowego dla Polonii Zagranicznej. Obecnie parafia liczy ok. 4000 wiernych. Biuro parafialne mieści się przy ul. Mleczowej 1.

## Historia kościoła

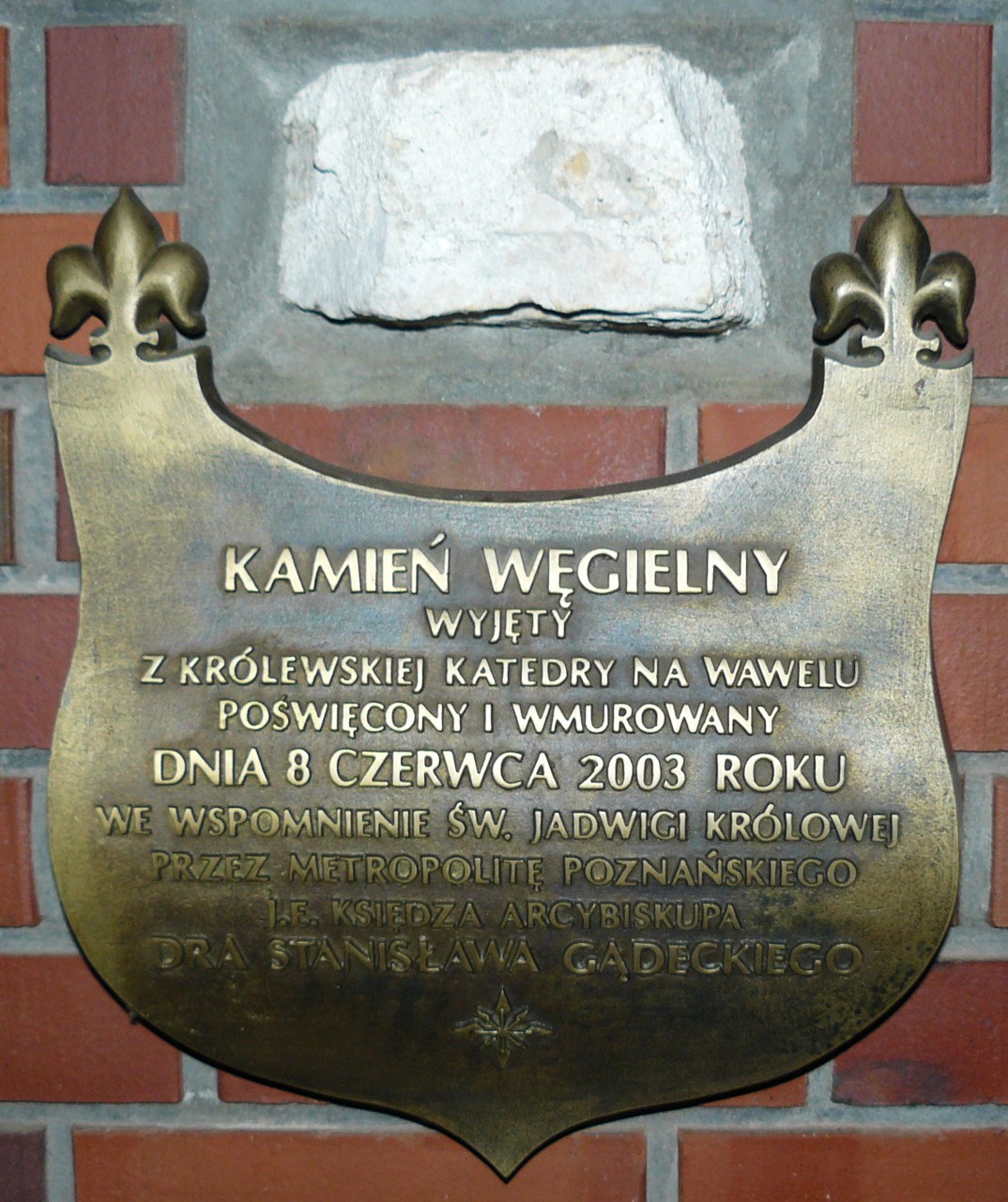
Kamień węgielny z katedry wawelskiej

W czerwcu 1991 roku prałat Tadeusz Neumann rozpoczął proces pozyskiwania lokalizacji pod nową świątynię dla mieszkańców Różanego Potoku, Umultowa i studentów z Kampusu Morasko. W 1995 roku powstał projekt autorstwa Mariana Fikusa i Rafała Lisiaka. 7 września 1997 abp Juliusz Paetz erygował parafię św. Jadwigi Królowej Wawelskiej. 3 września 1999 nastąpiło wzniesienie krzyża i pobłogosławienie placu budowlanego. Dokonał tego ksiądz Antoni Klein ówczesny Wikariusz Generalny Towarzystwa Chrystusowego dla Polonii Zagranicznej. Prace budowlane rozpoczęto w czerwcu 2000 roku. 22 grudnia 2002 rozpoczęto sprawowanie liturgii w nowym kościele. W tym samym miesiącu zawieszono krucyfiks wykonany przez Jacka Nowaka w prezbiterium. 8 czerwca 2003 abp Stanisław Gądecki wmurował kamień węgielny pozyskany z murów katedry na Wawelu. W listopadzie i grudniu 2008 utwardzono plac przedkościelny (kostka betonowa). W październiku 2010 zamontowano organy firmy Ahlborn, a w 2011 przystąpiono do prac budowlanych przy domu parafialnym i zakonnym.

## Galeria

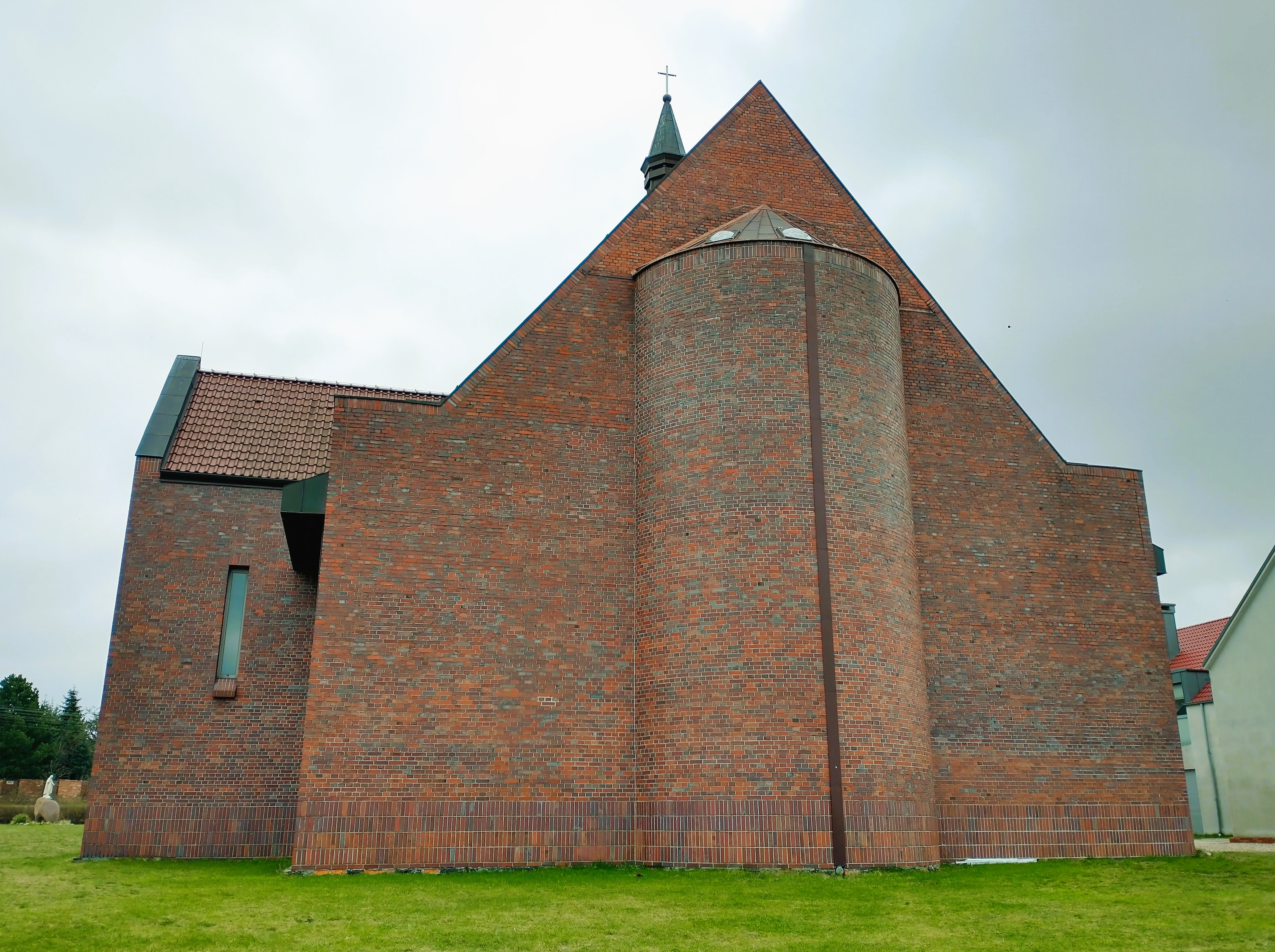
Widok od prezbiterium
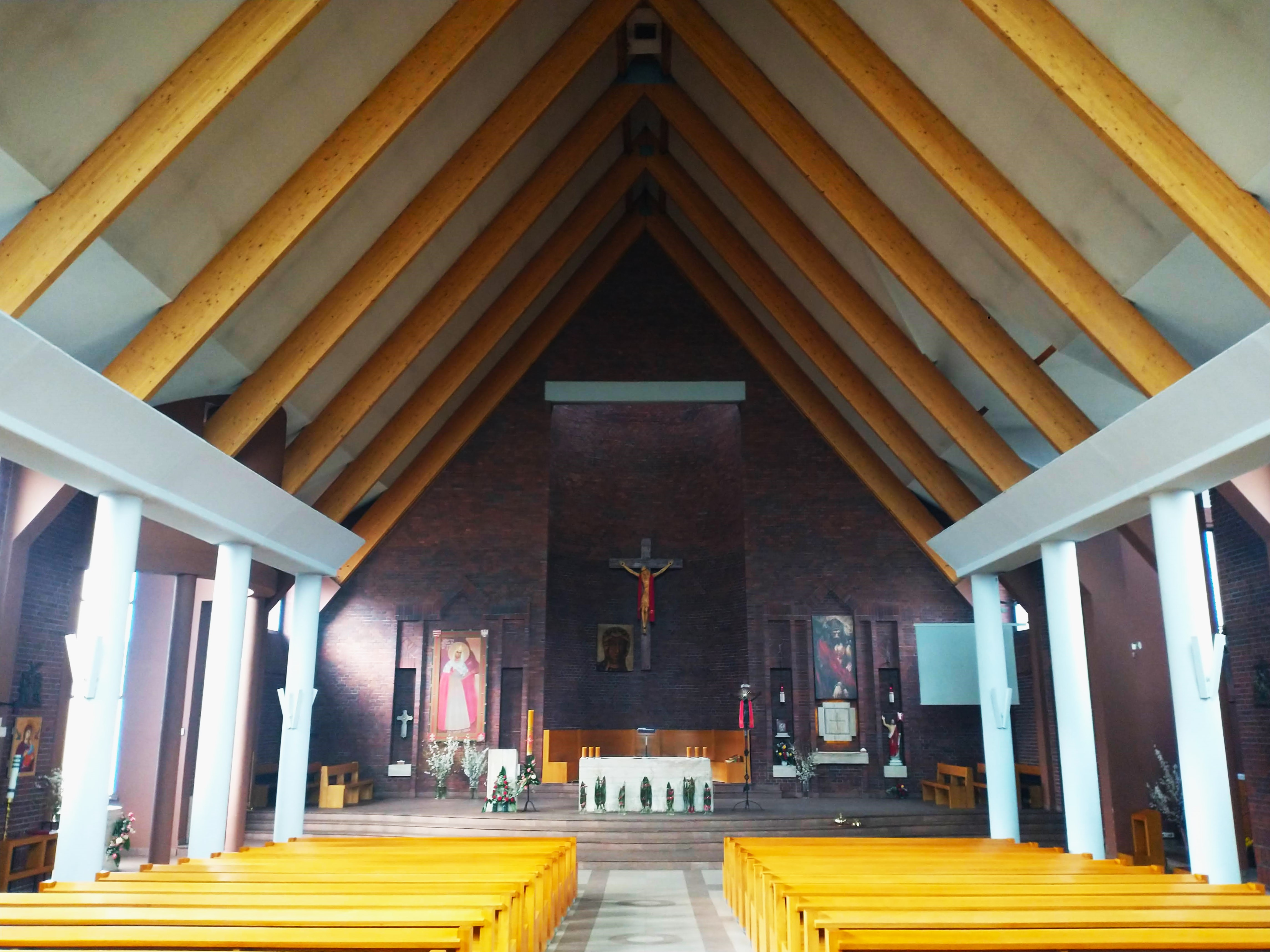
Wnętrze